# 케플러-22

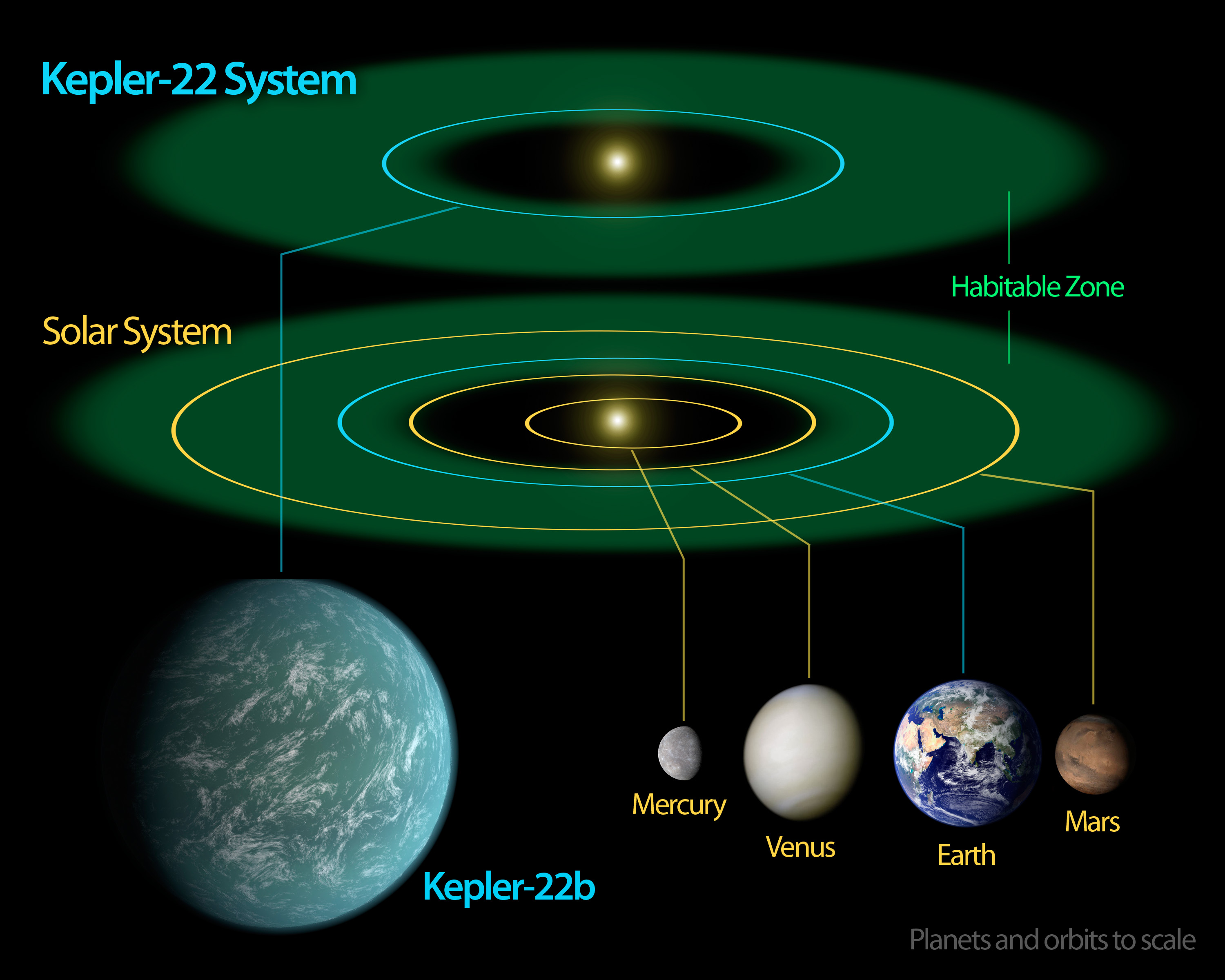

케플러-22(Kepler-22)는 태양과 동일한 G형 주계열성이다. 지구로부터 약 600 광년 떨어져 있다. 태양보다 약간 작고 더 차다. 2011년 12월 5일, 과학자들은 케플러 망원경을 이용해, 골디락스 존에서 지구와 비슷한 행성인 케플러-22b를 발견했다. HZ(생명체 거주가능 영역,habitable zone)을 갖는 골디락스 행성계(Goldilocks planetary system)인 케플러-22 계(Kepler-22 system)에서 발견된 최초의 지구 크기의 외계 행성이다.